# Aleksander Dymitr Ghica
Aleksander Dymitr Ghica (rum. Alexandru Dimitrie Ghica; ur. 1796, zm. 1862) – hospodar Wołoszczyzny w latach 1834–1842 i kajmakam w latach 1856–1858 z rodu Ghica.
Był bratem Grzegorza Ghiki IV. Tron wołoski objął w 1834 – po zakończeniu długoletniej okupacji rosyjskiej w okresie pomiędzy zakończeniem wojny turecko-rosyjskiej i zapłatą przez Turcję kontrybucji. W okresie okupacji Aleksander był współpracownikiem carskiego generała Kisielewa, który sprawował faktyczną władzę w księstwach rumuńskich.
Był pierwszym hospodarem panującym po wprowadzeniu regulaminu organicznego z 1830, który dawał spore znaczenie Zgromadzeniu bojarskiemu i wybranym przez to Zgromadzenie (został jedynie zatwierdzony przez Turków). Już w 1837 popadł jednak w konflikt ze Zgromadzeniem, zezwalając chłopom na przenoszenie się do miast, co nie mogło podobać się bojarom jako wielkim posiadaczom ziemskim. Hospodar próbował także ograniczyć uprawnienia Zgromadzenia postulując konieczność zatwierdzania ważniejszych jego postanowień przez Turcję i Rosję, co spotkało się z oporem ruchu niepodległościowego. Z pomocą mocarstw zdołał pokonać opozycję. W 1840 rozbił spisek republikański, który zawiązał się przeciwko niemu. Sytuacja w kraju jednak nie uspokoiła się – stał się on bazą wypadową dla antytureckich bojówek bułgarskich, serbskich (działał tu m.in. Miłosz Obrenowić) oraz greckich. Powstające wskutek tego zamieszanie dopełnione nieustającym konfliktem ze Zgromadzeniem spowodowały odwołanie Aleksandra z tronu w 1842.
W 1856 ponownie objął rządy na Wołoszczyźnie, tym razem jako kajmakam, mianowany przez Turków. W tym czasie zarówno na Wołoszczyźnie, jak i Mołdawii coraz większe znaczenie zdobywał ruch zjednoczeniowy. Wybrane w 1857 Zgromadzenie przyjęło wniosek dotyczący unii obu księstwo (podobnie stało się w Mołdawii). Ten sukces ruchu unionistycznego spowodował reakcję mocarstw, które w 1858 podpisały konwencję dotyczącą ustroju obu księstw. W jej wyniku Aleksander został zdymisjonowany i zastąpiony komitetem trzech kajmakamów, którzy mieli doprowadzić do wyborów nowego księcia – został nim w 1859 Aleksander Jan Cuza.
Literatura:  J. Demel, Historia Rumunii, Wrocław 1970.